# 풋백옵션
풋백옵션은 예정된 시일에 주가가 일정액 이하로 하회하면 예정가와 실질가의 차액을 보전해주는 방식이다.

## 같이 보기
- 풋옵션